# Diplomacia ambiental
A diplomacia ambiental é um tipo de diplomacia pública e soft power que, segundo Kurk Dorsey, pode ser dividida em duas categorias gerais: 
- convenções que regulam o uso dos recursos naturais e[2];
- convenções que regulam a poluição[1].

Em cada caso, o problema central é que as fronteiras políticas raramente refletem as fronteiras biológicas, de modo que, como as economias nacionais consomem recursos e produzem poluição, elas espalham os problemas ambientais muito além das suas fronteiras nacionais. 